# Shoreview
Shoreview est une ville des États-Unis dans l'État du Minnesota ; elle est située dans le comté de Ramsey. Elle était peuplée de 25 043 habitants lors du recensement de 2010.

## Source de la traduction
- (en) Cet article est partiellement ou en totalité issu de l’article de Wikipédia en anglais intitulé « Shoreview, Minnesota » (voir la liste des auteurs).